# Bronisław Poloczek
Bronisław Poloczek (ur. 7 sierpnia 1939 w Suchej Górnej, zm. 16 marca 2012 w Pradze) – czeski aktor teatralny i filmowy o narodowości polskiej.
Pracował również w Teatrze Narodowym w Pradze.

## Życiorys
Urodził się w 1939 r. w Suchej Górnej (wówczas w granicach Polski). Jego ojciec, Franciszek, był leśnikiem. Poloczek kształcił się w polskiej szkole podstawowej w Suchej Górnej, a następnie w Polskim Gimnazjum im.Juliusza Słowackiego w Orłowej. Naukę kontynuował na Akademii Muzycznej i Artystycznej im. Leoše Janáčka (JAMU) w Brnie, którą ukończył w 1961 r. Od 1956 roku był aktorem polskiej sceny Teatru Cieszyńskiego. Następnie pracował jako pracownik techniczny w Czechach (Uherské Hradiště, Mladá Boleslav, Liberec i Pardubice). Od 1988 roku pracował w praskim Teatrze Narodowym. W swojej filmografii ma ponad 80 tytułów.
Zmarł 16 marca 2012 roku, pogrzeb odbył się 23 marca 2012 r. w kremnickim krematorium w Strašnicy.

## Filmografia
Grał w wielu filmach (m.in. Kalamita, Czarni baronowie, Rumburak, Powrót Arabeli) i serialach np. Ulice.